# پاسکال السو
پاسکال السو (فرانسوی: Pascal Elso‎؛ زادهٔ ۳۱ ژوئیهٔ ۱۹۵۵) بازیگر، کمدین، کارگردان اهل فرانسه است.
از فیلم‌ها یا برنامه‌های تلویزیونی که وی در آن نقش داشته‌است می‌توان به کافه دو فلور، غریزه جنایت، عشق جنونآمیز، مولن بزرگ، عمر مرا کشت، و معصومان اشاره کرد.